# Poolcirkelspoorlijn
De Poolcirkelspoorlijn (Russisch: Трансполярная магистраль, [Transpoljarnaja magistral]), Salechard-Igarkaspoorlijn of Stalinspoorlijn is een nooit voltooid project van Jozef Stalin om de West-Siberische stad Salechard aan de Ob te verbinden met de Midden-Siberische stad Igarka aan de Jenisej. Het was een van de grote projecten van de Goelag. Vanwege de duizenden doden die vielen onder de Goelagdwangarbeiders die de spoorweg moesten aanleggen of ander gerelateerd slavenwerk moesten verrichten, wordt de weg sinds het afbreken van de bouw ook wel dodenspoorlijn, dodenweg of spoorweg van de dood genoemd. Tot in de jaren 1960 werd verder ook wel de naam grote noordelijke magistraal gebruikt door Sovjetautoriteiten.

## Geschiedenis

### Eerste ideeën
Plannen voor een noordelijke spoorlijn bestonden al vanaf het begin van de 20e eeuw, maar kwamen nooit verder dan ideeën. Om onduidelijke redenen had Stalin zich ten doel gesteld om dit plan tot uitvoer brengen, hetgeen uiteindelijk leidde tot een van de grootste projecten uit de tijd van de Goelag. Een aantal mogelijke redenen worden hieronder genoemd.
In de laatste maanden van de Tweede Wereldoorlog had Stalin regelmatig overleg met de afgevaardigde van de Verenigde Staten, William Averell Harriman, waarmee hij sprak over het opzetten van een veerpont tussen Tsjoekotka en Alaska en vervolgens het aanleggen van een spoorlijn van Tsjoekotka naar de Oeral. Mogelijk wilde Stalin hierom uiteindelijk het hele noorden van Siberië tot aan de Beringzee ontsluiten. Bij het uitbreken van de Koude Oorlog bleek dit echter een stap te ver en werd het project ingeperkt tot Tsjoekotka met aftakkingen naar de goudgebieden van de Kolyma en naar het schiereiland Kamtsjatka. De spoorlijn zou verder ook via een aftakking moeten worden verbonden met de Transsiberische spoorlijn. De lijn kreeg daarom ook wel de bijnaam "Noordelijke transsiberische spoorlijn".
Het doel van Stalin voor het eerste deel van dit enorme traject was onder andere het bouwen van een haven in de Ob. Tijdens de Tweede Wereldoorlog waren namelijk van 1942 tot 1943 Duitse onderzeeboten de Karazee binnengevaren en bovendien had het Duitse slagschip de Admiral Scheer een aantal Russische schepen tot zinken gebracht, waardoor het verkeer op de Noordoostelijke Doorvaart in gevaar gekomen was. Er was namelijk geen andere verdediging mogelijk dan uit het schootsveld van het slagschip blijven. De noordgrens, het Hoge Noorden bleek tijdens de oorlog grotendeels onverdedigd en Stalin en met hem anderen vonden dat hierin verandering moest komen. Hiervoor moest de haven ook geschikt zijn voor atoomonderzeeboten. Deze haven was echter ook om een andere reden gewild: De Noordoostelijke Doorvaart bleek vanuit Moermansk slechts met moeite te bevoorraden door de enorme afstanden die moesten worden overbrugd. Een haven met reparatiefacilliteiten en overslagmogelijkheden zou dit probleem kunnen oplossen, zo dacht men. In die tijd was men er nog van overtuigd dat een reis over de Noordoostelijke Doorvaart alleen mogelijk was in twee stappen (mede door de mislukte poging van het stoomschip Tsjeljoeskin begin jaren dertig). Ivan Papanin en andere zeevaarders steunden dan ook het plan om de Noordoostelijke Doorvaart te voorzien van een diepzeehaven aan een van de grote rivieren geschikt voor onderzeeboten en oppervlakteschepen.
Een ander belangrijk punt was de toegenomen angst voor een Amerikaanse aanval. De in 1946 opgezette Strategic Air Command (SAC) van de Verenigde Staten was in het voordeel, doordat de Sovjet-Unie tot 1949 nog geen atoomwapens bezat, en had plannen uitgewerkt voor een mogelijke atoomoorlog tegen de Sovjet-Unie, waarbij alle 196 industriële centra moesten worden getroffen door een atoombom, waarbij de piloten door het gebrek aan luchtafweer niet bang hoefden te zijn om te worden neergeschoten. Op die manier zou het land daarna snel kunnen worden overrompeld, zo dacht men. Uit het oosten hoefde het leger daarbij weinig problemen te overwinnen, omdat de Trans-Siberische spoorlijn de enige – en overbelaste – verbinding was met de rest van Rusland. De Sovjetautoriteiten kregen al snel lucht van dit idee en besloten dat de verdediging van het Arctisch gebied moest worden versterkt. Daarvoor werd een spoorlijn als ruggengraat noodzakelijk geacht. Daarbij werden ook projecten bij Archangelsk, ten noorden van Vorkoeta en bij Nikolajevsk en Komsomolsk aan de Amoer uitgevoerd.
In 1943 werd een 'Oeralexpeditie' uitgevoerd door de NKVD voor de bouw van een mogelijke spoorlijn van Vorkoeta naar Salechard, met een eventuele verlenging naar Igarka en Norilsk. In 1949 werd Norilsk weer uit de plannen gehaald.
Hoewel uit documenten van de Sovjetregering bleek dat de Arctische Oeral, het schiereiland Jamal en de kust van de Obboezem, waar de projecten moesten plaatsvinden, tot de minst onderzochte gebieden van de hele Sovjet-Unie behoorden, gaf Stalin in 1947 opdracht om "onmiddellijk" te beginnen met het project, hetgeen betekende dat er dan ook onmiddellijk moest worden gehandeld.

### Eerste plannen: Mys Kamenny

#### Bevel en voorbereidingen
Op 4 februari 1947 werd daarom het plan aangenomen door de Raad van Ministers van de Sovjet-Unie voor het "uitvoeren van onderzoeksactiviteiten voor de selectie van een plaats voor de bouw van een haven, een scheepsreparatiefabriek in de regio rond de Obboezem en voor een spoorlijn vanaf Noord-Petsjora naar deze haven". De activiteiten hiervoor begonnen onmiddellijk. De spoorlijn werd toegewezen aan het bestuur van de MVD en de haven aan het Hoofdbestuur Noordelijke Zeeroute. Beide activiteiten moesten zijn voltooid op 1 augustus 1947. Een geschikte plaats voor de haven werd gevonden ten noorden van Novy Port, bij Mys Kamenny ("Kaap steen") aan de westzijde van de Obboezem.
Op 22 april 1947 werd besluit 1255-331 genomen, waarin de MVD de opdracht kreeg om onmiddellijk een grote zeehaven, een scheepsreparatiefabriek en een nederzetting te bouwen bij Mys Kamenny en te starten met de aanleg van een spoorlijn vanaf Tsjoem ten zuidwesten van Vorkoeta (iets ten noordwesten van het plaatsje Sejda) via Jeletski dwars door de Arctische Oeral naar Mys Kamenny. Voor de uitvoering hiervan stelde de minister van Binnenlandse Zaken, Sergej Kroeglov op 28 april 1947 het Noordelijk Bestuur (Северное управление) in. Deze overzag de werkzaamheden aan het spoor (binnen de Goelag verenigd in de G.Oe.L.Zj.D.S.; ГУЛЖДС; "hoofdbestuur kampen voor de spoorlijnbouw") en het bouwproject 501 (aanleg van de spoorlijn). Bouwproject 501 stond weer aan het hoofd van onder andere bouwproject 502 (bouw van de haven bij Mys Kamenny). Bouwproject 502 was ook betrokken bij de nooit afgebouwde spoorlijn vanaf Salechard naar Novy Port.
Omdat door de oorlog een tekort was ontstaan aan metaal, werd spoorrails van voor de oorlog gebruikt, die eerder al op andere plekken had gelegen. Dit spoor kwam uit 1892, 1904, 1916 en 1937, maar bestond vooral uit zogenaamd 'Demidov'staal uit het begin van de 20e eeuw.

#### Van Tsjoem naar Sob
Het centrum van de werkzaamheden was gelegen in het dorpje Abez ten noordoosten van Inta en ten zuidwesten van Vorkoeta. Daar was namelijk daarvoor het Petsjora-Goelagkamp gelegen voor de bouw van de spoorlijn naar Vorkoeta iets eerder. De werkzaamheden stonden onder leiding van Vasili Barabanov. De lengte van de spoorlijn werd ingeschat op ongeveer 500 kilometer van Tsjoem naar Mys Kamenny. Op 13 mei begonnen de werkzaamheden aan de spoorlijn en op 2 augustus werd de eerste brug geplaatst door gevangenen over de rivier de Vorkoeta.
De werkzaamheden werden begeleid door extreme weersomstandigheden, die bij het Oeralgebergte ook nog vergezeld gingen van orkanen; onverwachte winden, die vooral in de kloven zeer hard toesloegen. Hele stukken net aangelegde spoorlijn konden dan de lucht in vliegen. In de winter waren er de sneeuwstormen, die soms in een paar uur tijd het sneeuw in de bergen tot 5 meter hoog konden opstuwen.
Op 5 december was de spoorlijn gevorderd tot 118 kilometer, tot het station Sob, zo'n 30 kilometer over de grens met de oblast Tjoemen in het midden van de Arctische Oeral. Het centrum van de GOeLZjDS werd daarop verplaatst van Abez naar Obskoj in de buurt van Salechard.

#### Obboezem te ondiep
Eind 1947 werd echter duidelijk dat voor de aanleg van de haven een enorme hoeveelheid bouwmaterialen benodigd was en, nog veel belangrijker, dat uit hydrografisch onderzoek was gebleken dat de Obboezem veel te ondiep was; er zouden enorme baggerwerkzaamheden moeten plaatsvinden om de Obboezem en de haven voldoende uit te diepen, met daarbij de onzekerheid of het water dan uiteindelijk diep genoeg zou zijn om oceaanwaardige schepen binnen te laten. Het eerste vrachtschip, dat arriveerde in 1947, bleek niet dichter dan 2 tot 3 kilometer van de kust af te kunnen komen. Niettemin was er al in juli 1947 een nederzetting gebouwd en was het grondwerk voor de volgende bouwstadia voltooid.

#### Van Sob naar Labytnangi en van Obskoj naar nergens
Eind 1947 besloten de ontwerpers van de spoorlijn de lijn dan eerst maar door te trekken tot Labytnangi aan de westoever van de Ob, om zo in ieder geval een verbinding te hebben met de benedenloop van de Ob vanaf Centraal-Rusland. De haven van Mys Kamenny moest gaan bestaan uit een verbindingskanaal vanaf zee naar nabijgelegen meren, waar de oppervlakteschepen en onderzeeboten zouden moeten komen te liggen. Daarnaast werd in twee jaar tijd door de gevangenen een kade aangelegd, die volgens de plannen 5 kilometer lang moest worden, maar door de zware weersomstandigheden nooit zover kwam. De bouw van Mys Kamenny werd namelijk eerst uitgesteld tot er voldoende industrie was ontwikkeld in Salechard (toen nog een klein vissersdorpje), om de bouw van de haven verder eenvoudiger te kunnen voltooien. Naast Mys Kamenny, werden van 1947 tot 1949 ook de plaatsjes Novy Port en Jar-Sale ten zuidwesten ervan gesticht. Bij Mys Kamenny werden opslagplaatsen gebouwd door de gevangenen en er werd begonnen aan een spoorlijn die naar de plaatsen zou moeten gaan leiden.
De MVD veranderde daarop de plannen voor de aanleg van de spoorlijn enigszins; de spoorlijn werd naar het plaatsje Obskoj doorgetrokken en niet naar Labytnangi, dat een zijvertakking van de spoorlijn werd. De aanleg van de spoorlijn, die onder onmenselijke omstandigheden versneld en ook gedeeltelijk midden in de winter werd aangelegd op een ondergrond waar nog slechts weinig ervaring mee was, kwam gereed op 5 december 1948. Het 196 kilometer lange tracé tussen Tsjoem en Labytnangi was daarmee voltooid. Het snelle bouwen had echter niet bijgedragen aan de kwaliteit en de gevolgen daarvan werden al snel duidelijk; net als eerder bij de Norilskspoorlijn kreeg het traject te maken met de werking van de permafrost; de bovenlaag van de grond ontdooide met als gevolg dat het grondwerk begon te verschuiven. Ook verzamelde het regenwater zich in holle gaten en waste het grond eruit en moerassen deden de rails soms golven. Hierdoor moest er veel reparatiewerk gepleegd worden aan de spoorlijn.
Na het afronden van het traject naar Labytnangi werd verder gebouwd aan het eerste gedeelte tussen Obskoj en Jar-Sale. Maar al naargelang de bouw vorderde, begon het bestuur steeds onzekerder te worden over de zeehaven bij Mys Kamenny en uiteindelijk staakte de bouw bij het nu onbewoonde plaatsje Baraki.
Stalin, en daarmee ook het Hoofdbestuur Noordelijke Zeeroute, bleven echter zoeken naar een nieuwe geschikte plaats voor de aanleg van een geheime onderzeeboothaven voor de verdediging van het Arctisch gebied. Een nieuwe locatie werd gevonden in de regio rond Igarka aan de oostoever van de Jenisej. Hiervoor moest de spoorlijn worden doorgetrokken naar de nederzetting Jermakovo op de westeroever van de Jenisej.

### Salechard – Igarka

#### Opzet van de nieuwe plannen
Het strategische spoorlijnproject werd daarop veranderd van opzet. Naast de bouw van een nieuwe haven geschikt voor zeeschepen, bracht dit nieuwe traject ook het voordeel met zich mee het Industriegebied Norilsk zou kunnen worden aangesloten op het Russische spoorlijnnetwerk, door een latere spoorlijn vanaf Igarka naar het noorden. Op deze manier zou het kombinaat van Norilsk aangesloten worden op de andere industriële gebieden van de Sovjet-Unie en werd het vervoer van nikkel en andere delfstoffen naar de rest van Rusland vergemakkelijkt, waardoor het kombinaat zich sneller kon ontwikkelen. Daarbij kwam dat – zo voorzagen de leiders – het project ook werkverschaffing bood aan de duizenden krijgsgevangenen in de Sovjet-Unie na de Tweede Wereldoorlog.
Op 29 januari 1949 begon de tweede fase van de spoorlijn Tsjoem-Salechard-Igarka. Een week later, op 5 februari, werd de GOeLZjDS door minister Kroeglov geherstructureerd voor dit project, dat werd opgesplitst in twee onderdelen, die elkaar zouden moeten ontmoeten bij de rivier de Poer:
- een westelijke tak (bouwproject 501) dat de 900 kilometer van Tsjoem via Salechard naar de Poer zou aanleggen;
- een oostelijke tak (bouwproject 503) dat tegelijkertijd de overige 600 kilometer van de Poer langs de rivier de Taz en de plaats Jermakovo naar Igarka.

Beide projecten werden echter al snel ingeperkt tot het traject tussen de twee rivieren; het oostelijke traject begon vanaf Jermakovo in plaats van Igarka en het westelijke vanaf Salechard in plaats van Obskoj, zoals eerst het plan was geweest. Het hele traject werd onder het bestuur van de gezamenlijke noordelijke expeditie geplaatst, die het ontwerp-onderzoekswerk aan het traject Tsjoem-Obskoj moest afmaken en tegen maart 1952 ook het technisch ontwerp voor het hele traject van Tsjoem tot Igarka moest presenteren. Voor de voorbereidende werkzaamheden was de expeditie opgedeeld in:
- de westelijke 'Ob'expeditie, die werkte in het gebied tussen Salechard en de rivier de Nadym (360 kilometer);
- de centrale 'Nadym'expeditie, die werkte in het minst bereikbare gebied tussen de Nadym en de Taz (500 kilometer);
- de oostelijke 'Jenisej'expeditie, die werkte in het gebied tussen de Taz en de rivierhaven van Igarka.

#### Gebied en planning van de spoorlijn
De expedities werden hierbij geholpen door helikopterpiloten, die een luchtweg moesten onderhouden over 1200 kilometer, waarover mensen en goederen moesten worden verplaatst. Ook zorgden zij in 1949 voor luchtfoto's van het gebied, waar het traject moest komen. In die tijd bestonden er namelijk nog geen gedetailleerde kaarten van het gebied. Het traject liep door een uiterst dunbevolkte gebied (0,05 mensen per km²) waar in die tijd alleen de kleine plaatsjes Jangi-Joegan, Nadym, Oerengoj en Janov Stan lagen, met elk slechts 5 tot 10 huizen.
Net als bij de eerste fase werden de onderzoeks- en aanlegwerkzaamheden ook nu weer tegelijkertijd uitgevoerd, om de lijn zo snel mogelijk te kunnen voltooien. In 1952 werd het ontwerp goedgekeurd, toen al een groot stuk was aangelegd. Het uiteindelijke traject tussen Salechard en Igarka moest een lengte krijgen van 1263 kilometer, waarvan driekwart liep door de Jamalische districten Prioeralski, Nadymski, Poerovski en Krasnoselkoepski.
De geplande spoorlijn was van het type 'pionier' met 28 stations op een afstand van 40 tot 60 kilometer van elkaar en met in totaal 106 vertakkingen op een afstand van 9 tot 14 kilometer van elkaar. Daar de rivieren Ob en Jenisej te breed werden bevonden (respectievelijk 2,3 en 1,6 kilometer) voor de aanleg van bruggen, werden 2 spoorveerponten besteld in Finland. De hoofddepots waren gepland bij Salechard, Nadym, de Poer, de Taz, Jermakovo en Igarka. Keermogelijkheden waren gepland bij de stations Jaroedej, Katan, Toeroechan en Jenisejskaja.
De verkeersintensiteit werd berekend op 10 tot 30 treinen per dag met een gemiddelde snelheid van 40 kilometer per uur. De eerste treinen zouden in 1952 moeten gaan rijden en het hele traject zou in 1955 in gebruik moeten worden genomen.

#### 1949 en 1950: Eerste kilometers
Begonnen werd echter met het aanleggen van een telefoonverbinding langs het traject om ook Tajmyr aan te sluiten op het Russische telefoonnetwerk. Deze verbinding kwam gereed tegen het einde van 1949. In 1949 werd slechts 16 kilometer van het oostelijke traject aangelegd. Op het westelijke traject ging het beter: In de winter van 1949 waren vanuit Labytnangi stoomlocomotieven en wagons over een speciale provisorische spoorlijn ('ledjanka') over het ijs vervoerd naar het westelijke deel. In augustus werd daarop tijdens de 'dag van de spoorwegman' het eerste station in Salechard geopend met een versierde trein met een portret van Stalin erop. Eind oktober werd gemeld dat 31 kilometer meer was aangelegd dan was gepland op het westelijke traject en eind 1949 was de totale spoorlengte hier gevorderd tot 100 kilometer. In 1950 werd vervolgens bij de oostelijke en westelijke onderdelen respectievelijk 138,8 kilometer (van 150 geplande kilometers) en 210 kilometer (van 250 geplande kilometers) aangelegd.

#### 1951 tot 1953: Het einde van het project
In de lente van 1951 kwam de eerste kentering in het project: de leider van de constructiewerkzaamheden, Barabanov, werd overgeplaatst naar het project voor de aanleg van het Wolga-Donkanaal. In 1951 werden bovendien 860 van de beste Goelagdwangarbeiders van project 501 (het westelijke deel) overgeheveld naar andere projecten die moesten worden voltooid. Vanaf de tweede helft van 1951 nam de voortgang van de bouw dan ook af. De hoge kosten van de aanleg van het gigantische project kwamen ook steeds vaker ter sprake. Elke kilometer spoor kostte gemiddeld 2,3 miljoen roebel. In maart 1952 volgde daarop een inspectie van het bestuur van de Goelag, waarbij als resultaat werd gegeven dat zowel het westelijke als het oostelijke deel niet voldeden aan de vereisten. Dit was de aanloop naar het besluit tot het scherp reduceren van de budgetten en het aantal dwangarbeiders dat aan de werkzaamheden voor het spoor werden toegewezen. In 1952 werd daarom bij het oostelijke deel nog maar 30 kilometer hoofdspoor en 2,9 kilometer rijspoor aangelegd. In de zomer van 1952 werd het hele traject van Tsjoem naar Igarka weer onder één bestuur samengebracht (501) en werd het materieel van project 503 naar een ander project overgebracht. Het project was daarmee al bezig afgebroken te worden, maar in maart 1953 stierf Stalin plotseling en werd dit proces nog versneld.
Project 501 werd in mei 1953 nog overgeheveld naar het Ministerie van Spoorwegen, maar op 10 november 1953 vond de Sovjetregering het genoeg geweest en werd het hele Salechard-Igarkaspoorlijnproject afgebroken en in de ijskast gezet. In 1954 werden daarop alle constructiewerkzaamheden beëindigd, behalve die aan het traject Tsjoem-Labytnangi, die in 1955 in gebruik werd genomen. De telefoonlijn werd onderdeel van het Ministerie van Communicatie.

## Resultaten en gevolgen
Van de in totaal 1459 kilometer gepland spoor tussen Salechard en Igarka was 652 kilometer aangelegd in 1953. Daarbij opgeteld zouden de 196 kilometer van Tsjoem naar Labytnangi kunnen worden, waarmee het totaal op 848 kilometer kwam. Hiermee was ongeveer 58% van het geplande traject aangelegd, zij het slechts enkelsporig.
Tijdens de constructiewerkzaamheden werden 75 werknederzettingen, 35 stations en 11 depots gebouwd. De grootste nederzettingen hieronder waren Jermakovo en Janov Stan, waarbij de eerste tijdens de werkzaamheden bijna 15.000 inwoners had.
De totale kosten van de spoorlijn waren meer dan 4,2 miljard roebel. Dit was 24 keer zo veel als er in het hele 4e vijfjarenplan voor de industriële en huizenbouw werd uitgegeven in de oblast Tjoemen. Van deze 4,2 miljard roebel was 1 miljard gestoken in materieel, 1 miljard in de spoorlijn van Tsjoem naar Labytnangi en de overige 2,2 miljard was verdwenen in de kosten van het onafgemaakte stuk tussen Salechard en Igarka. Alle materialen en machines werden achtergelaten en staan er soms nog steeds. Volgens voorzichtige schattingen werd meer dan 60.000 ton staal achtergelaten bij de spoorlijn. Aan honderdduizenden gevangenen uit de Goelag werd na de dood van Stalin amnestie verleend, zodat de goedkope arbeidskrachten verdwenen, hetgeen mede zorgde voor het besluit van 10 november om de bouw af te breken.
Na het afbreken van de bouw veranderde de Sovjet-Unie haar opzet; de afgelegen plaatsen in het Hoge Noorden (met name het industriegebied Norilsk) werden bevoorraad door atoomijsbrekers.

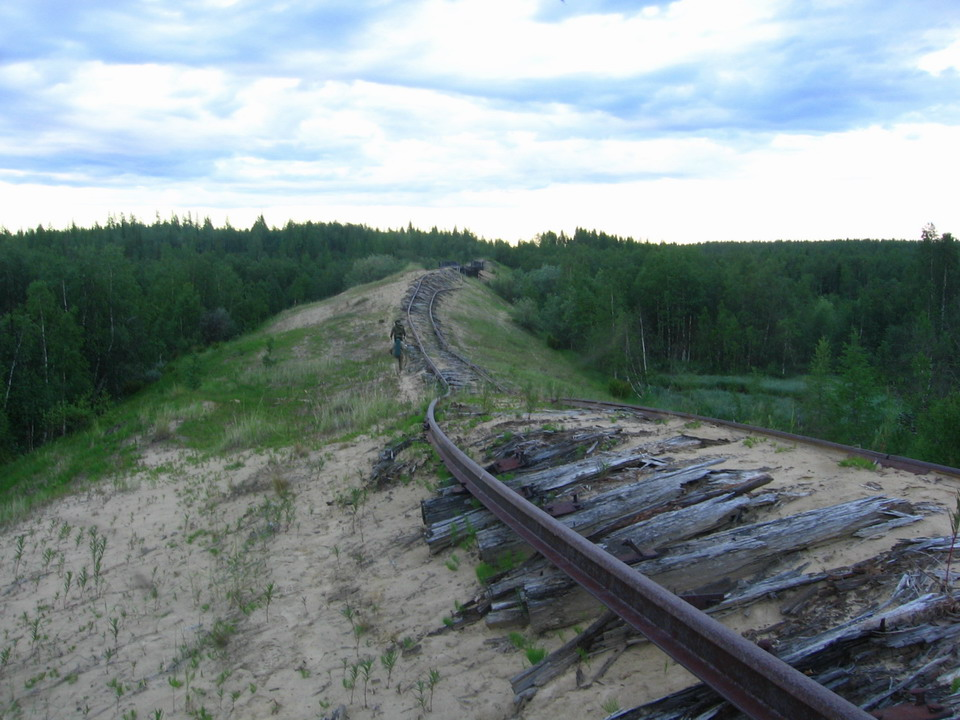
Half vergaan stuk spoorlijn tussen Salechard en Nadym

### Resultaten van de bouw

#### Westelijk deel
Van de hele spoorlijn was alleen het tracé Tsjoem-Salechard in volledig gebruik genomen als onderdeel van de Noordelijke spoorlijn. Vanaf 1950 begonnen treinen vanaf Moskou hier overheen te rijden. Doordat Labytnangi het eigenlijke eindpunt was, daar er geen spoorbrug over de Ob lag, werd deze stad later de uitvalsbasis voor expedities naar de gigantische olie- en gasvelden vanaf de jaren zestig. De lijn Salechard-Nadym was eveneens voltooid, maar bestond uit slechts 1 spoor. In augustus werd een treinverbinding opgezet op deze lijn. Volgens ooggetuigen reden in hetzelfde jaar ook treinen direct vanaf Moskou naar Nadym (over de provisorische versterkte spoorlijn over de Ob, die tot 1953 in gebruik bleef). In dezelfde periode werd ook een 560 meter lange brug over de rivier de Nadym gebouwd, waardoor het werk aan het stuk naar de rivier de Pravaja Chetta in principe had kunnen beginnen.

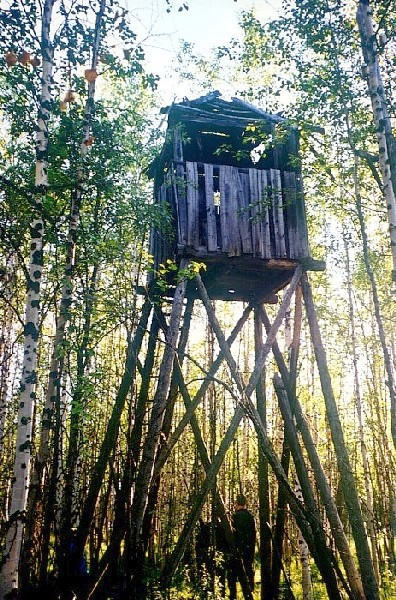
Resten van een wachttoren van project-503 in de buurt van de Jenisej

#### Centrale deel
Bij de rivier de Poer was bij het staken van de werkzaamheden ongeveer 150 kilometer grondwerk aangelegd (met name in de riviervallei van de Jevo-Jacha).

#### Oostelijk deel
In 1953 reed de eerste trein van Jermakovo aan de Jenisej naar Janov Stan, waar gewerkt werd aan de bouw van een brug over de rivier de Toeroechan. Vanaf Igarka was 65 kilometer grondwerk voltooid naar het station Jenisejskaja aan de Jenisej tegenover Jermakovo. Ook was een depot gebouwd met reparatievoorzieningen en de twee torens waaraan de toekomstige brug over de Taz moest worden bevestigd met daarbij 20 kilometer spoor. Vanaf de rivier de Toeroechan naar de Bloednaja was ook 36 kilometer spoor aangelegd.
De telefoonlijn tussen Salechard en Igarka bleef nog in werking tot 1976.

### Andere verdedigingsprojecten
Rond de tijd van Stalins dood waren de andere projecten ook bezig om opgeschort te worden. De spoorlijnen die daarvoor moesten worden gebouwd bij Archangelsk, Vorkoeta en onder de Tatarensont door naar Sachalin, hadden ook allemaal te maken met moeilijkere ondergronden dan vooraf gedacht en waren daardoor ook veel minder ver gevorderd dan vooraf was gepland. In 1953 werden deze ook allemaal vanwege de kosten (en omdat ze in feite alweer achterhaald waren) stopgezet.

### Jaren vijftig tot jaren negentig
De spoorlijnen raakten al snel onderhevig aan opdooi en doordat er bij de constructie veel te weinig rekening was gehouden met de ondergrond. Er waren ten minste 11 spoorlocomotieven en 60.000 ton staal achtergelaten. Bruggen vlogen in brand of stortten in, treinspoor overwoekerde en wat aan materieel niet was gesloopt voor het ijzer verroestte. Kampen en nederzettingen langs het spoor werden verlaten en vergingen langzamerhand door de natuurkrachten. Veel onderdelen vergingen volledig of werden weggehaald.
De spoorlijn van Salechard naar Nadym werd lange tijd nog gebruikt door communicatiepersoneel voor het onderhoud aan de telefoonlijn, die zich via een lorry over de spoorlijn verplaatsten. Doordat de lijn verder werd verwaarloosd, raakte de rails en andere spoorelementen beïnvloed door de weersomstandigheden. Het spoorpersoneel moest soms spoorrails met draad aan elkaar knopen om deze berijdbaar te houden. De – vaak houten – bruggen stortten in en in plaats daarvan moest men zich met een houten veerpontje over de waterstromen verplaatsen naar het volgende stuk rails. Begin jaren negentig werd de lijn uiteindelijk opgeheven en overgegeven aan de natuurelementen. Door stijgende staalprijzen werd de eerste 92 kilometer van het spoor ontmanteld en gerecycleerd in de jaren negentig. De spoorpont over de Ob werd later verplaatst naar Kertsj aan de Zwarte Zee.
De spoorlijn bij het station aan de Jevo-Jacha; "Jeveljacha" in het centrale deel, werd in de jaren zeventig weer in gebruik genomen, toen Novy Oerengoj er werd gesticht als gasstad. Het stuk spoorlijn tussen Nadym en Novy Oerengoj werd gerepareerd om er treinen over te kunnen laten rijden. Het eerste stuk tussen Nadym en Pangody werd echter slecht gerepareerd en er rijden dan ook alleen maar goederentreinen overheen. De overige 113 kilometer tussen Pangody en Novy Oerengoj is eveneens in slechte staat, waardoor de trein er zeer lang over doet om er voorbij te komen.
Verder werd in 1977 een nieuwe lijn vanaf het zuiden naar de bestaande spoorlijn aangelegd, namelijk vanaf Soergoet met een bocht via Korottsjajevo naar Novy Oerengoj, vanuit waar later een spoorlijn naar het noordelijker gelegen Jamburg werd aangelegd. Beide spoorlijnen zijn alleen voor goederenvervoer.

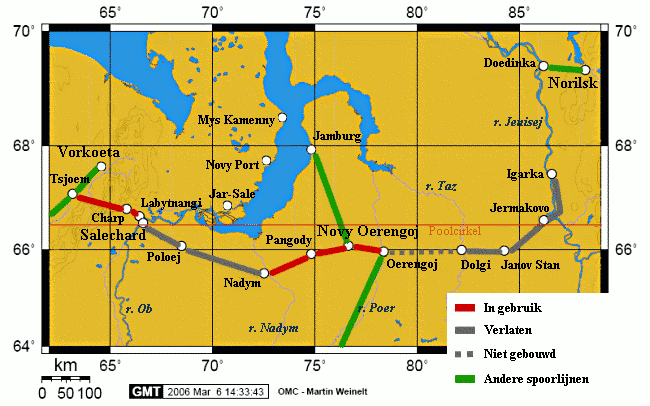
Kaart van de spoorlijn
- De linker groene lijn is onderdeel van de Noordelijke spoorlijn, waaronder ook het stuk van Tsjoem naar Labytnangi valt;
- de middelste groene lijn is onderdeel van de Sverdlovskspoorlijn, waaronder ook het stuk tussen Nadym en Korottsjajevo (iets ten westen van Oerengoj) onder valt;
- De groene lijn rechtsboven is de Norilskspoorlijn.

### Huidige situatie
Vanaf 2000, toen het economisch weer wat beter ging met Rusland, kwamen er weer plannen voor de heraanleg van de spoorlijn. Het project Industriële Oeral – Arctische Oeral, een door presidentieel afgevaardigde Pjotr Latysjev van het Federaal District Oeral geïntroduceerd plan, moet hierin structuur brengen. Het plan, waarvan de voorbereidingen startten in 2005, moet leiden tot de verbinding van een aantal olie- en gassteden en -velden met de rest van Rusland (met name de zuidelijke West-Siberische steden en met de industriële centra van de Centrale Oeral). Het plan voorziet voor het traject in het opnieuw aanleggen van de spoorlijn van Salechard naar Nadym en van Korottsjajevo naar Igarka, met een eventuele toekomstige verlenging naar Norilsk, waarmee de spoorlijn toch mogelijk volledig zal worden aangelegd.
Momenteel is de spoorlijn van Labytnangi naar Bovanenkovski nog steeds in aanbouw. De bouw werd vertraagd door problemen met de ondergrond.
De spoorlijn van Novy Oerengoj naar Nadym was in 2005 aan het einde inmiddels in zo'n slechte staat dat er alleen nog stapvoets kon worden gereden vanaf Pangody naar Pravochettinski en over een gedeelte zelfs helemaal niet meer kon worden gereden.
De spoorlijn vanaf Soergoet (Chanto-Mansië) naar Novy Oerengoj en Jamburg is onderdeel van de Sverdlovskspoorlijn en loopt met een bocht via Korottsjajevo aan de rivier de Poer.
Voor de aanleg van het gedeelte van de spoorlijn van Korottsjajevo naar Salechard werd in 2003 door het bestuur van Jamalië en het bestuur van de Sverdlovskspoorlijn de Spoorwegbedrijf Jamal (Ямальская Железнодорожная Компания) opgericht.

## Werkomstandigheden

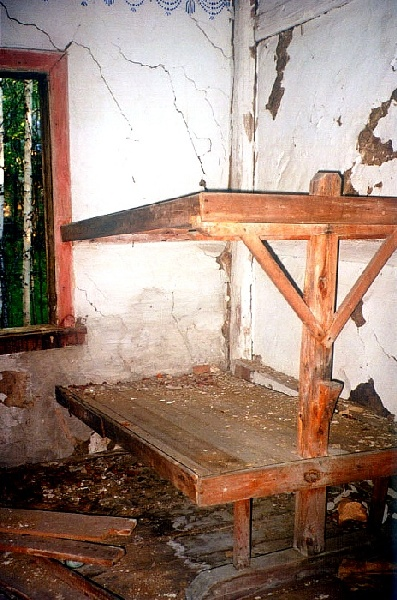
Britsen in een voormalige barak van project-503 in de buurt van de Jenisej

Bij het traject waren constant tussen de 80.000 en 100.000 mensen betrokken, waarvan 80% bestond uit dwangarbeiders uit de Goelag. Op het hoogtepunt van de activiteiten in 1951 werkten 85.000 mensen aan de spoorlijn. Gemiddeld moesten de gevangenen 9 tot 11 uur per dag werken, waardoor het werk vooral in het begin snel kon opschieten. Ook het personeel van het bestuur maakte lange dagen; van 9 uur 's ochtends tot 6 uur 's avonds en vervolgens van 9 uur 's avonds tot middernacht. Alleen op zaterdag was het personeel vrij.
De leefomstandigheden van de Goelagdwangarbeiders waren schrikbarend. De kampbarakken van de gevangenen hadden slechts dunne wanden, die weinig beschutting boden in de winter, wanneer de temperatuur kon dalen tot –60 °C. Bovendien traden zware sneeuwstormen op, die de weersomstandigheden voor de gevangenen nog verzwaarden en bovendien hele gebouwen konden doen instorten. In de zomermaanden waren er dan weer veel muskieten, die de gevangenen de hele dag belaagden. De gevangenen moesten bovendien alles met de hand doen. Slechts op enkele plekken beschikte men over een klein aantal machines.
De opdeling in drie verschillende trajecten had ook een veiligheidsreden: gevangenen konden zo niet van het ene naar het andere gebied komen (ze werden gearresteerd als ze betrapt werden op het oversteken van de denkbeeldige lijn) en konden dus niet samenspannen om een opstand te beginnen. Er vonden echter wel degelijk opstanden plaats, namelijk in 1947, 1950 en 1952. Bij de opstand uit 1950 kwamen 800 gevangenen onder leiding van een voormalige veroordeelde Rode Legergeneraal in opstand in Labytnangi. Ze moordden de wachtposten rond de kampen op afschuwelijke manier uit en grepen de macht. Pas toen vliegtuigen en tanks werden ingezet, kon de opstand worden onderdrukt.

### Experimenten
De NKVD gebruikte de afgelegenheid van de spoorlijn ook als een mogelijkheid om experimenten te verrichten. Zo werd in kamp-100 (op 100 kilometer van Salechard) onder 22 kubieke meter grond een aantal gazkameri gebouwd, die vanwege hun kleine grootte waarschijnlijk bedoeld waren voor het vermoorden van individuele gevangenen.

### Sterfte
Uit een rapport van januari 1951 kwam naar voren dat in die maand ongeveer 1% van de gevangenen was gestorven. In ooggetuigenverslagen werd gezegd dat de belangrijkste doodsoorzaken werkongelukken, kwalen en ziekten (zoals scheurbuik) waren en dat er verder doden vielen door conflicten tussen criminele groepen, waar de bewakers niks aan deden.
Het aantal doden is niet exact na te gaan, omdat deze niet werden geregistreerd. Volgens sommige schattingen zou een derde van de rond 300.000 gevangenen verdwenen zijn terwijl zij in het project te werk gesteld waren.

### Monument voor Stalin
Stalin zette ook een deel van de gevangenen in om een monument voor hem op te richten in zijn voormalige bannelingenoord Koerejka aan de Jenisej. Door de kleinkinderen van de gevangenen werd later dit monument volledig verwoest uit boosheid over het lot van hun grootvaders en werd de hut waarin Stalin verbleef van 1913 tot 1916 verbrand.

## Stations
| Station        | Russisch       | Plaats        | Deelgebied       | Project | Status        | Afstand v.a. Tsjoem | Opmerkingen | Coördinaten            |
| -------------- | -------------- | ------------- | ---------------- | ------- | ------------- | ------------------- | ----------- | ---------------------- |
| Tsjoem         | Чум            | Tsjoem        | Komi             | 501     | in gebruik    | 0                   |             | 67° 05′ NB, 63° 10′ OL |
| Jeletskaja     | Елецкая        | Jeletski      | Komi             | 501     | in gebruik    |                     |             |                        |
| Sob            | Собь           | Sob           | Jamalië          | 501     | in gebruik    |                     |             |                        |
| Charp          | Харп           | Charp         | Jamalië          | 501     | in gebruik    | 170                 |             | 66° 48′ NB, 65° 48′ OL |
| Obskaja        | Обская         | Obskoj        | Jamalië          | 501     | in gebruik    |                     |             |                        |
| Labytnangi     | Лабытнанги     | Labytnangi    | Jamalië          | 501     | in gebruik    | 196                 |             | 66° 40′ NB, 66° 25′ OL |
| Salechard      | Салехард       | Salechard     | Jamalië          | 501     | verlaten      | 209                 | basisdepot  | 66° 32′ NB, 66° 36′ OL |
| Jangijoegan    | Янгиюган       |               | Jamalië          | 501     | verlaten      |                     |             | 66° 04′ NB, 68° 29′ OL |
| Poloej         | Полуй          | Poloej        | Jamalië          | 501     | verlaten      | 359                 |             |                        |
| Jaroedej       | Ярудей         |               | Jamalië          | 501     | verlaten      | 489                 | tussendepot |                        |
| Nadym          | Надым          | Nadym         | Jamalië          | 501     | verlaten      | 589                 | basisdepot  | 65° 32′ NB, 72° 31′ OL |
| Pangody        | Пангоды        | Pangody       | Jamalië          | 501     | in gebruik    | 699                 |             | 65° 55′ NB, 74° 50′ OL |
| Nyda           | Ныда           |               | Jamalië          | 501     | in gebruik    |                     |             | 65° 59′ NB, 75° 45′ OL |
| Jagelnaja      | Ягельная       | Novy Oerengoj | Jamalië          | 501     | in gebruik    | 819                 |             | 66° 05′ NB, 76° 38′ OL |
|                |                | Korottsjajevo | Jamalië          | SvZjD   | in gebruik    |                     |             |                        |
| Poer           | Пур            | Oerengoj      | Jamalië          | 503     | niet voltooid | 909                 | basisdepot  | 65° 57′ NB, 78° 22′ OL |
| Vodorazdelnaja | Водораздельная |               | Jamalië          | 503     | niet voltooid | 1059                |             |                        |
| Taz            | Таз            |               | Jamalië          | 503     | niet voltooid | 1129                | basisdepot  | 66° 00′ NB, 82° 11′ OL |
| Kataran        | Катарань       |               |                  | 503     | niet voltooid |                     | basisdepot  |                        |
| Toeroechan     | Турухан        | Janov Stan    | kraj Krasnojarsk | 503     | niet voltooid | 1219                | tussendepot | 65° 59′ NB, 84° 16′ OL |
| Kostjor        | Костёр         |               | kraj Krasnojarsk | 503     | verlaten      |                     |             | 66° 09′ NB, 85° 40′ OL |
| Jermakovo      | Ермаково       | Jermakovo     | kraj Krasnojarsk | 503     | verlaten      |                     | basisdepot  | 66° 35′ NB, 86° 12′ OL |
| Jenisejskaja   | Енисейская     |               | kraj Krasnojarsk | 503     | verlaten      | 1339                | tussendepot |                        |
| Igarka         | Игарка         | Igarka        | kraj Krasnojarsk | 503     | verlaten      | 1459                | basisdepot  | 67° 28′ NB, 86° 35′ OL |